# Club Futbol Begues
El Club de Futbol Begues va ser creat el 1924 al poble de Begues (Baix Llobregat). Des de llavors, té la seu al Camp Municipal d'Esports d'aquest mateix poble. Actualment el CF Begues té les següents categories la temporada 2023-2024: Prebenjamí Sub 7 i Sub 8, benjamí Sub 9 i sub 10, alevi dos Sub 12 i un sub 11, infantil masculi i femeni, cadet A i B masculi i un de femeni, juvenil A i B i un amateur competint a la Tercera Catalana. Ara per ara l'entitat dirigida per Carlos Moreno Esteve té més de 500 socis, essent així l'entitat amb més socis del poble de Begues.
L'any 2024 cumpleixen 100 anys d'història.